# Javacarus inexpectatus
Javacarus inexpectatus är en kvalsterart som beskrevs av Balogh 1962. Javacarus inexpectatus ingår i släktet Javacarus och familjen Lohmanniidae. Inga underarter finns listade i Catalogue of Life.